# Geschichte der Gebärdensprachen

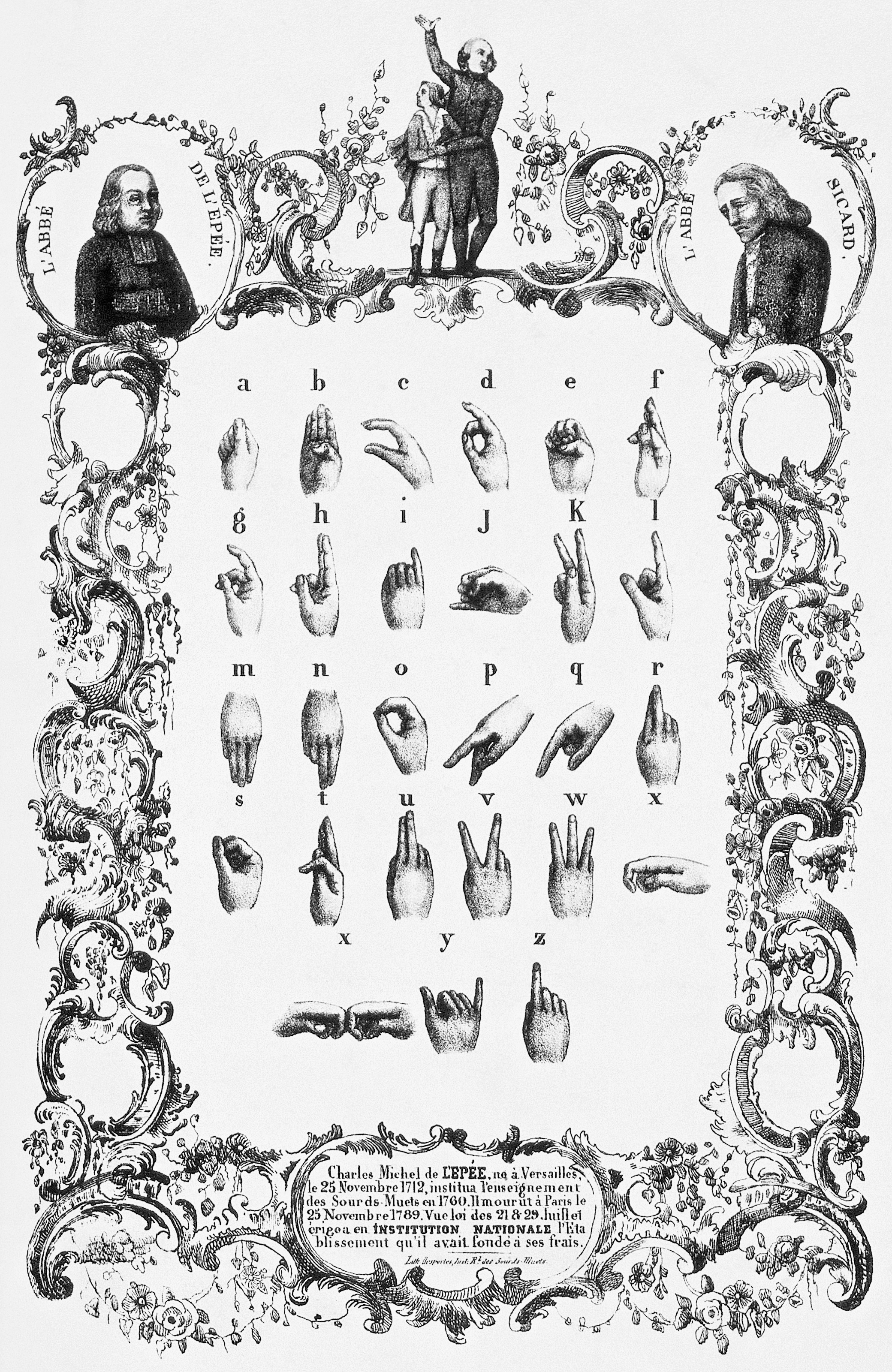
Historische Darstellung des Fingeralphabets der Französischen Gebärdensprache – im Schmuckrand oben links Abbé de l’Epée, rechts Abbé Sicard

Die Geschichte der Gebärdensprachen beginnt in der Antike, da Gebärdensprachen wie auch die Lautsprachen eine lange Geschichte haben. Schon Platon, Augustinus und Leonardo da Vinci berichteten über gebärdende taube Personen. Im jüdischen Talmud wird die Eheschließung von tauben Ehewilligen in Gebärden erwähnt. Die bekannte Geschichte der modernen Gebärdensprachen beginnt erst im 18. Jahrhundert mit der Bildung tauber Kinder.

## Definitionen
Jeder Mensch hat, laut Reuschert, die Anlagen dafür eine Art natürliche Gebärdensprache zu verwenden. Im deutschsprachigen Raum spricht man von Zeichensprachen, wenn vorwiegend Hörende gestikulieren. Gebärdensprachen entstehen immer dann, wenn gehörlose Person über einen längeren Zeitraum hinweg in relativ konstanten sozialen Beziehungen miteinander leben und regelmäßig gebärdensprachlich interagieren. In der Regel bestehen diese Gemeinschaften vorwiegend aus Gehörlosen, aber auch Hörende können natürlich in entsprechenden sozialen Gemeinschaften integriert sein. Das englische Wort sign language kann, je nach Kontext, mit Zeichensprache sowie mit Gebärdensprache übersetzt werden.
Die natürlichen Gebärdensprachen entsprechen einer Art pantomimischen Ursprungs und werden auch als Hausgebärden bezeichnet. Im regelmäßigen sozialen Miteinander gehörloser Personen entstehen konventionelle Gebärdensprachen (umgangssprachliche Gebärden/Zeichen). Die künstlichen Gebärdensprachen (z. B. die methodischen Zeichen) sind meistens als Plansprachen hörender Menschen zu verstehen.

## Anfänge

### Vorgeschichte
Es dürfte wohl schon immer gewisse relativ einfache Gebärdensprachen gegeben haben, die spontan entstanden und sich über einen längeren Zeitraum entwickelt haben. Gebärdensprache entstand überall dort, wo sich gehörlose Menschen trafen. Sie wuchs aus einfachen Zeige- oder Hinweisgebärden, skizzierenden Nachbildungen von Gegenständen mit einer oder beiden Händen und pantomimischen Nachbildungen von Handlungen. Mit zunehmendem Umfang erhielten die Gebärdenzeichen auch eine strukturierende Abfolge, eine Grammatik.
Michael Tomasello ging davon aus, dass Sprache nicht rein lautlich ist. Kommunikation besteht auch immer aus Gesten und Mimik. Daher geht er davon aus, dass Gesten und Gebärden vor der Lautsprachentwicklung da waren.
Gebärdensprachsysteme, die an verschiedenen Orten in verschiedenen Gruppen entstanden, gleichen sich nicht, haben aber ähnliche Strukturen. Ein Hindernis für die gleichmäßige Entstehung und Verbreitung war die Verstreutheit von jeweils nur kleinen Gruppen von tauben Personen.
Platon, Autor des Kratylos (fundamentaler Text der Sprachtheorie mangels anderer empirischer Texte aus der Zeit davor, Zitierung von Sokrates), bezeichnet Gesten und Gebärden als Beiwerk der Kommunikation. Aristoteles setzte dagegen die Denkfähigkeit Gehörloser stark herab, da sie nicht hören und sprechen können. Der Kirchenvater Augustinus von Hippo setzte einerseits diesen Gedankengang mit der Meinung, dass der Glaube an Gott nur über Worte vermittelt werden kann (Igitur fides ex auditu), Gehörlose somit Ungläubige sind, fort. Andererseits hat Hippo auch umfassende Äußerungen (de magistro, 388 n. Chr.) zu der auf Gesten basierenden Kommunikation von Gehörlosen getroffen. Gehörlosigkeit wurde daraufhin als Strafe Gottes und gleichzeitig als Bestandteil der Liturgie der Schweigepflicht wahrgenommen.
Erstmals als Gebärden werden die Fingerzahlen oder auch Zahlengebärden von dem englischen Benediktinermönch Beda Venerabilis in seinem Werk De Loquela per gestum digitorum aus dem 7. Jahrhundert gewertet. Sie wurden bis in das 18. Jahrhundert verwendet. Um 700 n. Chr. hat Beda auch einen Gehörlosen vor den Augen von Johannes/John von Beverley zum Sprechen gebracht.
Im 10. Jahrhundert führte Odo von Cluny mit seiner cluniazensischen Reform der Benetiktinerregeln von Benedikt von Nursia durch ein meditatives, kontemplatives, liturgisches und asketisches Verhalten klösterliche Zeichensprachen ein, sodass die Stimme nur für religiöse Zwecke genutzt wurde. Durch den Einfluss und Erweiterung der Abtei von Cluny übernahmen viele Klöster diese Praktik. Das Schweigegelübde mit Fingeralphabet entstand.
Der Niederländer Rudolf Agricola brachte 1470 wohl erfolgreich einem Tauben das Kommunizieren bei. Davon wurde in der Schrift „De inventione dialectica“ („Über die dialektische Denkmethode“, Erstdruck Löwen 1515 [postum]) berichtet. Nach dieser Schrift unterrichtete der Italiener Gerolamo Cardano dann um 1530 seinen ältesten behinderten Sohn Giovanni Battista Cardano (* 1534 - + 13.04.1560, 3 Kinder mit Brandona Seroni).
Zwischen 1500 und 1700 nutzten Mitglieder des türkisch-osmanischen Hofes eine Art schriftlicher Kommunikation mit ihren tauben Dienern. Viele Diplomaten und andere Mitglieder des Gerichts nutzten ebenfalls dieses System.
Die Heirat des britischen gehörlosen Thomas Tillseye 1575 ist der erste Nachweis für die Nutzung von Gebärdensprache in Großbritannien. Einflüsse der britischen Gebärdensprache sind auch in den ehemaligen britischen Kolonien erkennbar.
Im 16. Jahrhundert auf Expeditionen in die neue Welt dokumentierten Cabeza de Vaca und Francisco Vásquez de Coronado ihre Erfahrungen mit der Plains Indian Sign Language der amerikanischen Ureinwohner, die dort vielfältig verwendet wurde und mit der eine Kommunikation ohne Übersetzer möglich war.

### Bildung von Tauben
Danach wurden beginnend im 16. Jahrhundert, im Zuge des Humanismus, Fingeralphabete von Melchor de Yebra, Pedro Ponce de León und Jacob Rodrigues Pereira geschaffen. Sie dienten als Hilfsmittel, um tauben Schülern die Lautsprache zu vermitteln.
Zuvor hatte sich der italienische Humanist Gerolamo Cardano erstmals in theoretischer Weise für eine Bildung von Tauben ausgesprochen.
Eine stabilisierende Entwicklung erfuhren Gebärdensprachen mit der pädagogischen Betreuung von tauben Kindern, zuerst in privilegierten Kreisen, beispielsweise durch den Mönch Pedro Ponce de León in Spanien, der um 1550 Gebärden vom Kloster San Salvador in Oña verwendete, um taube adlige Kinder zu unterrichten. Er brachte den Schülern neben dem Fingeralphabet zuerst das Schreiben bei. Danach zeigte er auf die geschriebene Gegenstände und formte die entsprechenden Laute dazu. Das Sprechenkönnen war für die Vererbung von Vermögen und Adelstitel damals unerlässlich. Manuel Ramírez de Carrión führte die von Ponce begonnenen Ansätze fort. 1599 schrieb er in seinem Buch „Wunder der Natur“ den damals revolutionären Gedanken nieder, dass Gehörlose nur nicht sprechen, weil sie die Laute der gesprochenen Sprache nicht hören können. Mit einer speziellen Technik würde man sie zum Sprechen bringen. Diese wurde in dem Buch allerdings nicht verraten.
Leons erster Schüler Juan Fernandez Navarrete war zuvor bereits von Vicente de Santo Domingo zwischen 1526 und 1550 erfolgreich im Zeichnen, Schreiben, Lesen, Zählen und leichtem Sprechen unterrichtet worden.
Zur gleichen Zeit wie Leon unterrichtete auch der Deutsche Propst Joachim Pasche seine gehörlose Tochter.
Juan Pablo Bonet (Sekretär im Haushalt eines Schülers von de Carrion) erfuhr viel von der Lehrmethode des Ponces, welcher keine Schriften über seine Methode veröffentlichte, und gab 1620 das Buch „Reduccion de las letras y arte para ensenar a ablar los mudos“ mit der Erwähnung des Fingeralphabets (Finger-ABC) ohne die Erwähnung Ponces heraus. Es war das erste bedeutende Werk mit vielen didaktischen Grundsätzen. Manuel Ramírez de Carrión leistete dafür die pädagogische Arbeit.
Zusammenfassend kann man sagen, dass Ponce Erfinder, Bonet Theoretiker und de Carrion Methodiker der ersten spanischen Taubstummenpädagogik waren.
Von Spanien schwappten diese Erkenntnisse der Taubstummenpädagogik allmählich durch Kenelm Digby 1644 nach England über. Daraufhin nahmen sich mehrere Gelehrte, u. a. John Wallis aus Oxford, der Gehörlosen an. Er unterrichtete die Lautsprache auf Basis der Schriftsprache und des Fingeralphabets. Dabei wurde die spanische Taubstummenpädagogik nicht erwähnt.
1644 veröffentlichte der Arzt John Bulwer im Rahmen seines Studiums in Oxford ein Buch zur Handsprache „Chirologia“, worin er die Gesten, wie von Francis Bacon vorgeschlagen, in den Mittelpunkt stellte. Er veröffentlichte noch 4 weitere Werke, die sich alle mit dem Körper und der menschlichen Kommunikation beschäftigten.
George Dalgarno veröffentlichte 1680 sein Buch Didascalocophus, or, The deaf and dumb man’s tutor. Darin stellte er seine eigene Methode der Gehörlosenerziehung und sein selbst entwickeltes „arthrologisches“ Alphabet, bei dem Buchstaben durch Zeigen auf verschiedene Artikulationen der Finger auf der linken Handfläche angezeigt werden, vor. Die Vokale sind in den Gebärdensprachen von Großbritannien, Australien und Neuseeland erhalten geblieben.
1692 beschrieb Johann Konrad Ammann in einem auf Latein verfassten Buch „Surdus loquens“, wie er seit 1688 eine gehörlose Kaufmannstochter aus Amsterdam in der Lautsprache unterrichtete. Er sprach sich im deutschsprachigen Raum erstmals für die exakte Artikulation und Absehen von Taubstummen aus. 1700 schrieb er wieder ein Buch „Dissertatio de loquela“ über die Unterschiede zwischen Vokalen, Halbvokalen und Konsonanten betreffs der Artikulation. Dieser Einfluss reichte bis ins 19. Jahrhundert. Durch die engen Beziehungen von England und den nördlichen Niederlanden und einer Personalunion konnte Ammann auf Vorwissen von Anton Deusing (1612–1666) und Franz Mercurius van Helmont zurückgreifen.
Einige der ersten bekannten gedruckten Bilder von Konsonanten in modernen Zweihandalphabet im englischsprachigen Raum erschienen 1698 in Digiti Lingua von einem anonymen tauben Autor veröffentlicht wurde. Er schlug vor, dass das manuelle Alphabet auch von Gehörlosen verwendet werden könnte. Neun dieser Buchstaben lassen sich auf frühere Alphabete zurückführen und 17 Buchstaben des modernen Zweihandalphabets finden sich in den beiden gezeigten Sätzen von 26 Zeichen.
Ende des 17. Jahrhunderts bis Mitte des 20. Jahrhunderts wies die Insel Martha’s Vineyard durch Einwanderer eine hohe Anzahl von Gehörlosen auf. Diese Gebärdensprache war auch Grundlage der American Sign Language. Erst sehr spät wurde mit der Erforschung der Gebärdensprache dort begonnen. Sie ist ein nachträglicher Beweis, dass Gebärdensprache auch von Hörenden genutzt werden kann. Gleichzeitig wird deutlich, dass Bildung und Wohlstand in gleichem Maße von Gehörlosen erworben werden können.
Georg Raphel führte nach dem Studium von Ammanns Büchern ab 1715 den privaten Unterricht für seine älteste gehörlose Tochter durch. 1718 berichtete er in der „Pädagogischen Real-Encyclopädie“ über seine Erfahrungen. Durch dieses Buch bekamen die späteren Taubstummenpädagogen Otto Benjamin Lasius (+ 1779, Pfarrer, Vater von Georg Siegmund Otto Lasius), Samuel Heinicke, Johann Ludwig Ferdinand Arnoldi und Georg Wilhelm Pfingsten die nötigen Informationen und Motivationen.
Der gehörlose Etienne de Fay unterrichtete ab 1720 in der Abtei zu Saint-Jean d’Amiens in Frankreich taubstumme Kinder, nachdem er dort selber von den Prämonstratensermönchen ausgebildet wurde.
Ab 1741 unterrichtete der in Spanien geborene Jacob Rodrigues Pereira in Frankreich taube Schüler im Schreiben und Sprechen nach der Methode von Bonet. Er setzte also das spanische Fingeralphabet und die Gebärden der Mönche ein. Das spanische Fingeralphabet erweiterte er mit Handzeichen für Silben und Konsonantengruppen. Erstmals wurde Pereira 1749 durch Azy d'Etavigny (* um 1731) bei der Akademie der Wissenschaften in Paris bekannt (davor hatte er ab 1744 Aaron Beaumarin (* um 1731) Sprechunterricht in La Rochelle erteilt). D'Etavigny war 1746 von de Fay zu Pereira gewechselt. Der Durchbruch gelang Pereira mit seinem Schüler Saboureux de Fontenay. 1751 wurde de Fontenay nach nur 3 Monaten Unterricht der Akademie und danach dem König vorgestellt. Dort überzeugte die gute Aussprache der Wörter und Sätze. 1765 verfasste de Fontenay in einem Journal eine Doktorarbeit zu Pereiras Methode und nannte sie „Daktylologie (Fingersprache)“. Er unterrichtete danach auch selber privat taube Kinder. De Fontenay äußerte sich schließlich auch kritisch zur Methode von Abbé de l’Epée. Daraufhin veröffentlichte l’Epée 1776 ein Buch, in dem er sich mit der Daktylologie auseinandersetzte, und verwies auf de Fontenay, um die Bildungsmöglichkeiten von Tauben zu veranschaulichen.

### Gründung von Schulen

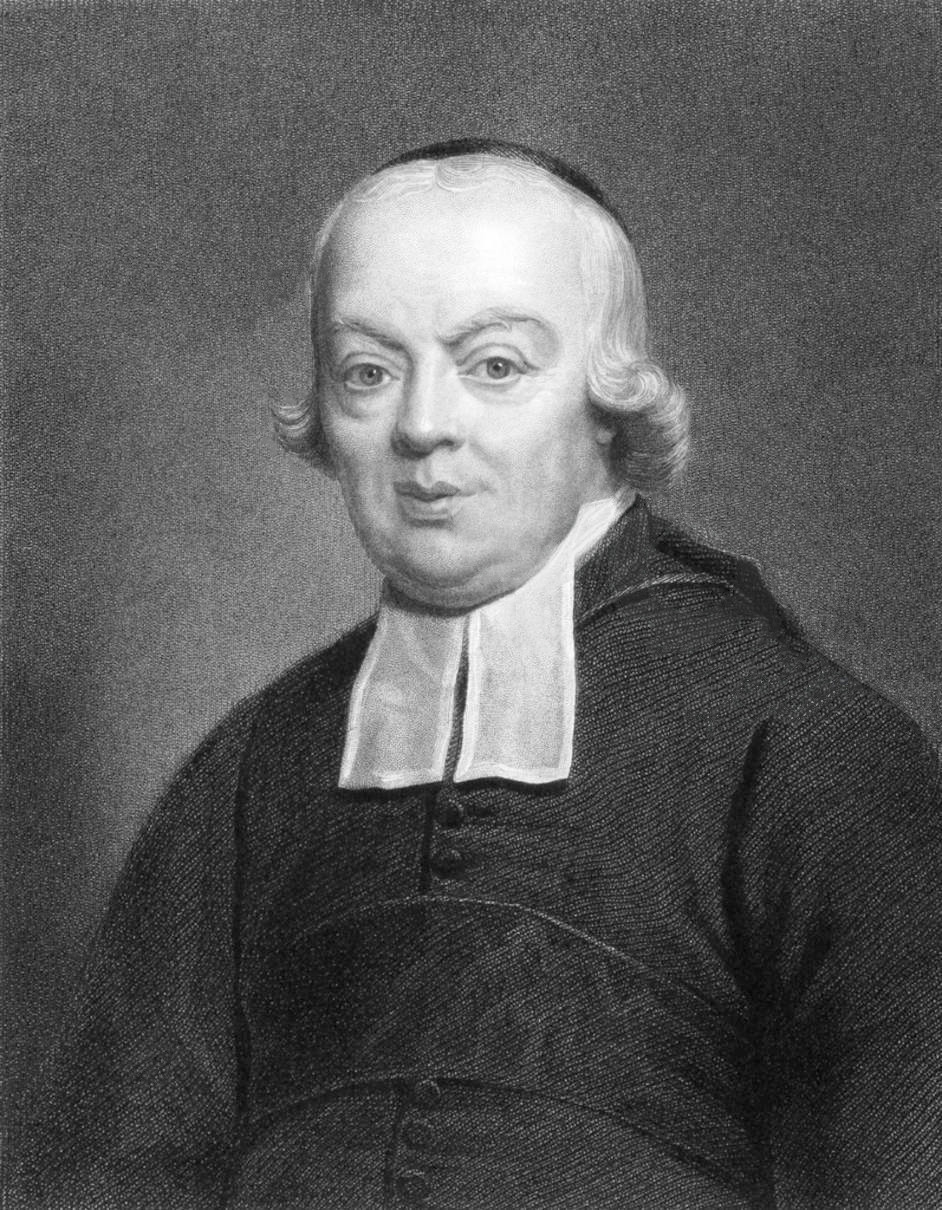
Abbé de l’Epée

Gründer der ersten öffentlichen Schule für taube Kinder war 1755 in Paris der Geistliche Abbé de l’Epée. Er hatte dort Mitte des 18. Jahrhunderts die Gehörlosen gesehen, die in Straßen mit Händen miteinander sprachen. Damit erschuf er die „manuelle/französische Methode“, die auf der nationalen Gebärdensprache und der Schriftsprache basieren. Daraus entwickelte er das erste schriftlich vorhandene Gestensystem für einzelne Begriffe und ganze Sätze – die „methodischen Zeichen“. Darüber berichtete auch der taube Buchbinder Pierre Desloges 1779 in einem kleinen Buch „Beobachtungen“, wie er sich selbst mit anderen tauben ungeschulten Erwachsenen in Gebärden „über alles, was es unter der Sonne gibt“ unterhalten hatte und wies damit die Vorwürfe von Abbé Deschamp gegen die Gebärdensprache zurück. Er sorgte auch für eine erste Einteilung der Gebärden der französischen Gebärdensprache zu dieser Zeit: die ursprünglichen Gebärden der Hörenden, die reflektierten Gebärden der Tauben und die analytischen Gebärden von de l’Epée. De l’Epée merkte schnell, dass diese Sprache die Basis für die Erziehung der tauben Kinder bilden könnte.
Nach der Gründung seiner Schule für taube Kinder entwickelte sich unter seiner Leitung aus den „Straßengebärden“ die französische Gebärdensprache mit Hilfe der französischen Grammatik als Ausbausprache. Diese Gebärdensprache verbreitete sich schnell und wurde populär. Gegen Ende des 18. Jahrhunderts gab es 21 Schulen für taube Kinder, an denen jedoch zum Teil auch versucht wurde, tauben Kindern primär die Lautsprache beizubringen.
Um 1768 unterrichtete der Schulmeister und Kantor Samuel Heinicke in Eppendorf bei Hamburg zuerst einen tauben Müllerssohn und anschließend 1774 eine Gruppe von 5 tauben Kindern. Bekanntheit erlangte Heinicke durch den Unterricht und die Erfolge im Schreiben und Sprechen der Baronesse Dorothea von Vietinghoff (* 1761- + 1839, gehört zum Adelsgeschlecht Vietinghoff, Schwester von Juliane von Krüdener). Diese Aufmerksamkeit nutzte er um seine Unterrichtsmethode (die orale/deutsche Methode, Lautiermethode) zu veröffentlichen. In seinem Unterricht war es nicht das Ziel, schwierige katholische Texte zu buchstabieren und auswendig zu lernen. Zu Beginn forcierte er das Begreifen von Silben und Wörtern einfacher Texte. Dabei nutzte er Bilder, die unmittelbare Anschauung und Gebärden als Hilfsmittel. Den Gebärden wurde hier nicht viel Beachtung geschenkt. Nachdem Begreifen von Silben und Wörtern lehrte er die Aussprache sehr intensiv. 1775 veröffentlichte Heinicke dann das erste Schulbuch für Taube, bestehend aus einer Sammlung von Geschichten des Alten Testaments. Am 14. April 1778 eröffnete er dann in Leipzig die erste deutsche Gehörlosenschule und leitete diese bis zu seinem Tod. Bereits 1781/82 entbrannte unter Heinicke und l’Epée ein Methodenstreit. Aus diesem ging l’Epée als Sieger hervor.
Nichtsdestoweniger nutzten die Kinder in oral orientierten Schulen die Zeit, in der die Lehrer sie nicht im Auge behalten konnten, um sich untereinander in Gebärdensprache zu unterhalten. Die Schulen für taube Kinder waren damit in jedem Fall die Orte, an denen sich die Gebärdensprache weiter entwickelte oder immer wieder neu im Untergrund entstand, wo sie verboten war.
1777 gründete Heinrich Keller die erste Stelle für Gehörlosenbildung in der Schweiz.
Thomas Braidwood war der erste englische Pädagoge welcher 1783 in Hackney mehrere taube Schüler in einer Anstalt zusammen unterrichtete, nachdem er dies seit 1760 in Edinburgh bereits privat tat. Er akzeptierte bei neuen Schülern anfangs natürliche Gesten und benutzte das Zwei-Hand-Fingeralphabet.
1786 befasste sich Friedrich Stork (* 1746 in Roeremond bei Aachen, + 27.10.1823 in Wien, Pfarrer, 1. Direktor) mit den „methodischen Zeichen“ von Abbé de l’Epée. Dazu schreibt er eine „Anleitung für den Unterricht mit seinen methodischen Zeichen“ und verfasst selbst ein „Handalphabet“ (Fingeralphabet) für die österreichische Gebärdensprache. Zusammen mit Joseph May (* 05.01.1755 in Graber, + 31.10.1820 in Wien, Deutschlehrer, 2. Direktor) eröffnete er bereits 1779 das Taubstummeninstitut in Wien auf Anweisung von Joseph II.
Um 1788 entwickelt der Tiroler Franziskanerpater Romedius Knoll (* 1727 in Bozen, † 1796) ein „Zeichenregister“ zur Lehre des Katholizismus seinen tauben Schülern. Es sind Abbildungen der damaligen Gebärden von Tauben der österreichischen Gebärdensprache. Das Problem der fehlenden Grammatik und der fehlenden Erkenntnisse über die Struktur der Gebärdensprache bestand weiterhin, da sich die Wissensvermittlung an der Struktur der Lautsprache orientierte.
Nach der Methode de l’Epées wurden noch folgende Institute gegründet: 1784 von Tommaso Silvestri in Rom, 1786 von Abbé Roch-Ambroise Cucurron Sicard in Bordeaux, 1790 von Henri Daniel Guyot in Groningen und 1800 von D. Jose Miguel Alea (1781–1826) in Madrid.
Ab 1788 unterrichtete Ernst Adolf Eschke nach der „oralen Methode“ Heinickes taube Schüler. Nach dem Studium der Bücher von de l’Epée und Abbé Sicard wandte er sich von dieser Methode ab. Um 1793 veröffentlichte er seine „kombinierte Methode“. Hier standen die Gebärdensprache, die Schriftsprache und die Lautsprache im Vordergrund ausgerichtet auf die individuellen Begabungen des einzelnen Schülers. Diese Methode bildet die Grundlage für die heutige bimodal-bilinguale Methode. Einen Unterstützer dieser Methode an der Schule fand er mit Karl Teuscher (Lehrer in Leipzig) sowie den beiden berliner Lehrern Carl Heinrich Wilke (1800–1876) und Ludwig Habermaß, obwohl dies dem Rektor Ludwig Graßhoff (1770–1851) missfiel.
Im 19. Jahrhundert begann die Lehre der Deutsch-Schweizerischen Gebärdensprache.
Im Mai 1805 trat der erste gehörlose Lehrer Spaniens Roberto Prádez y Gautier unter Tiburcio Hernandez (1772–1826) seinen Dienst an.
1816 lernte der taube Absolvent der oben erwähnten Schule in Paris und Lehrer Louis Laurent Marie Clerc an derselben Schule den US-amerikanischen Geistlichen Thomas Hopkins Gallaudet kennen. Dieser reiste zur Erforschung der Erziehung und Bildung für taube Kinder nach England und Frankreich. Daraufhin entschloss sich Clerc, mit Gallaudet nach Amerika zu gehen, um sich dort um die Schulbildung für taube Kinder zu kümmern. Nachdem Clerc und Gallaudet 1817 in Hartford, Connecticut, das American Asylum for the Deaf gegründet hatten, wurde dort die American Sign Language (ASL) entwickelt. ASL verbreitete sich schnell in anderen Bundesstaaten der USA und in Kanada. Im Jahre 1864 entstand in Washington, D.C. die erste höherbildende Institution für taube Studenten mit Edward Miner Gallaudet, dem jüngsten Sohn von Thomas H. Gallaudet, als Präsident. Später bekam sie zu Ehren von Thomas H. Gallaudet den Namen Gallaudet College und dann Gallaudet University. Dieser Institution verdankt sich die weitestgehende Standardisierung der ASL in den ganzen USA und in englischsprachigen Teilen von Kanada.
Im Oktober 1817 war mit dem spätertaubten Otto Friedrich Kruse erstmals ein gehörloser Taubstummenlehrer in Deutschland aktiv. Eine Taubstummenanstalt in Norddeutschland gründete allerdings Heinrich Wilhelm Buek zusammen mit Johann Heinrich Christian Behrmann 1827. Kruse veröffentlichte dann nach seiner Pensionierung zahlreiche Werke. Dort stellte er die Deutsche Schriftsprache in den Vordergrund.
Die erste wirkliche Gebärdenschrift stammt von Roch-Ambroise Auguste Bébian. Er veröffentlichte 1817 bzw. 1825 sein Werk Mimographie. Darin reduziert er die vielen Gebärdenzeichen auf 20 Zeichen. Mit diesen 20 Zeichen versucht er die Bewegungen und Mimik wiederzugeben. James Scott Hutton veröffentlichte nach dem Tod seines Vaters George Hutton dessen Idee von einer Gebärdenschrift ebenfalls unter dem Synonym „Mimographie“.
Michael Venus etablierte im 19. Jahrhundert mit seinem 1826 erschienenen Methodenbuch/Anleitung zum Unterricht der Gehörlosen die „Wiener Methode“. In diesem festgeschrieben grammatikalischen Kanon wird jedes Wort durch Handalphabet, Schriftsprache und natürliche/künstlich-erdachte Gebärden erklärt. Franz Hermann Czech (1788–1847) verfeinerte die Wiener Methode weiter.
Andrea de Jorio erklärte in seinem Buch La Mimica degli Antichi investigata nel gestire napoletano von 1832 die Gesten der Neapolitaner.
1837 veröffentlichte Carl Heinrich Wilke zusammen mit Ludwig Reimer das Buch „Methodische Bildertafeln zum Gebrauch beim Anschauungsunterricht“.
Eduard Heinrich Fürstenberg gründete 1848 den ersten „Taubstummenverein Berlin e. V.“. Damit wurde der erste Treffpunkt für erwachsene Gehörlose geschaffen. Zugleich gab er mit dem „Taubstummenfreund“ eine Zeitung heraus.
1863 starteten irische Nonnen ein Trainingsprogramm mit Hilfe der Irish Sign Language in Südafrika mit Gehörlosen.
Jean-Ferdinand Berthier engagierte sich im 19. Jahrhundert für die Rechte von Gehörlosen und trug zur Verbreitung der Gehörlosen bei.

## Rückschläge
Anfang des 19. Jahrhunderts wurde es jedoch populär, taube Kinder nur zum Sprechen zu erziehen. Die sogenannten „Oralisten“, von denen keiner taub war, bekämpften die Gebärdensprache mit allen Mitteln. Sie wurde als „Affensprache“ hingestellt. Diese Ansicht führte 1880 zu dem Beschluss beim Mailänder Kongress von 1880, die Gebärdensprache generell aus dem Unterricht zu verbannen und nur Sprechen zuzulassen. Danach wurde die Gebärdensprache in fast allen Schulen aller Länder verboten. Etwa ein Jahrhundert wurden keine neuen Erkenntnisse zu Gebärdensprachen erlangt. Bis heute hat die Gebärdensprache nicht mehr die gleiche Stellung wiedererlangt, die sie vorher hatte.
In Frankreich wurde erst 1991 das Gebärdenverbot in Schulen für taube Kinder per Gesetz aufgehoben. Vorangegangen war dem ein Kampf nach Anerkennung. Emmanuelle Laborit gilt als Symbolfigur für diesen Kampf.

## Wissenschaftliche Erforschung

### 20. Jahrhundert

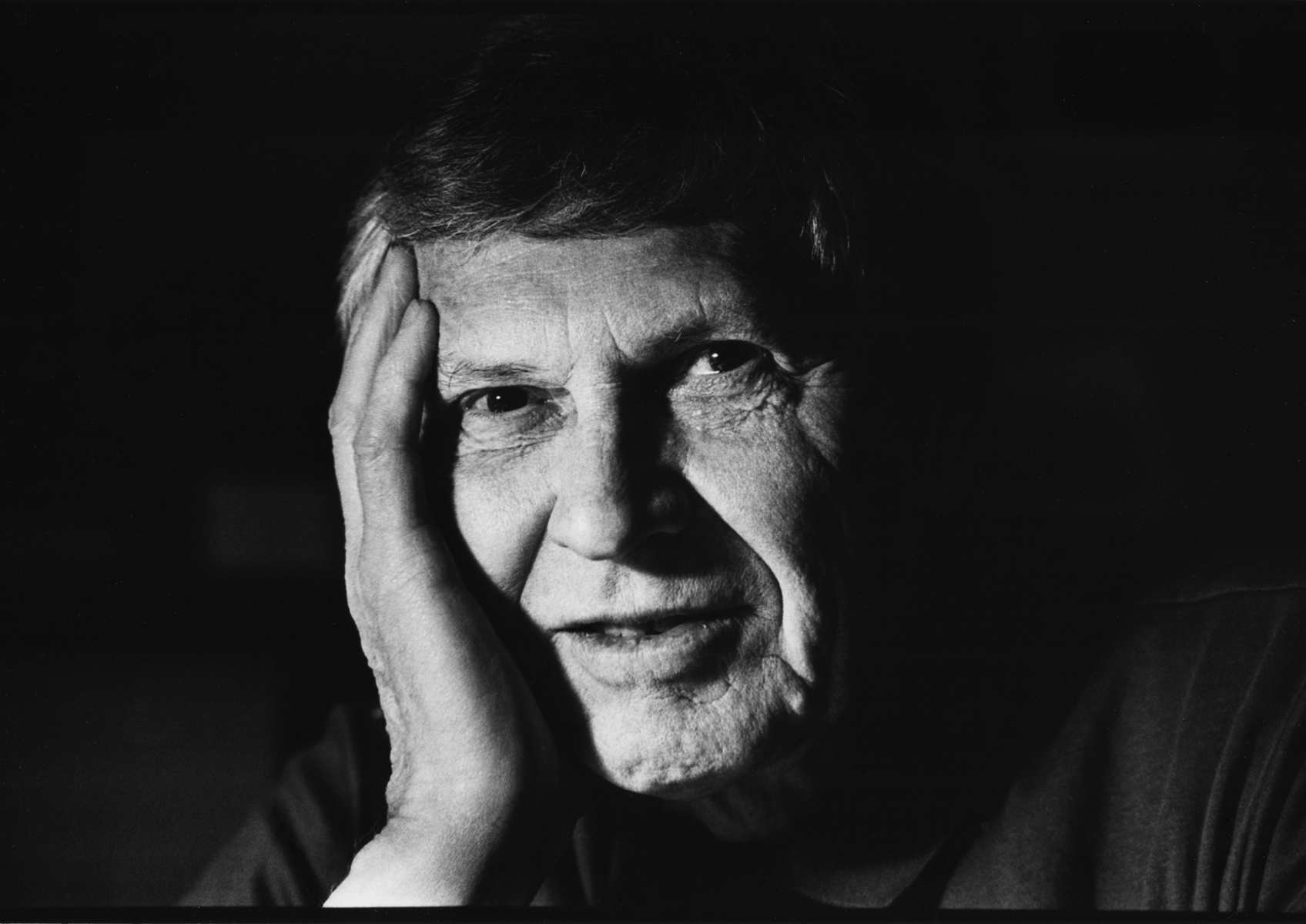
William Stokoe

1911 wurde mit der Einführung der Schulpflicht in Deutschland erstmals zwischen gehörlosen und schwerhörigen Kindern unterschieden. Es entwickelte sich langsam ein Unterschied zwischen Gehörlosenpädagogik und Schwerhörigenpädagogik. Trotz der Unterscheidung wurde weiterhin nach der oralen Methode unterrichtet.
Im 20. Jahrhundert bekamen die Gebärdensprachen wieder mehr Aufmerksamkeit. Wilhelm Wundt sprach der DGS eine eigene Syntax zu, während Hermann Maeße dies verneinte.
Ab 1933 begann in Deutschland mit der Machtübernahme der Nationalsozialisten erstmal ein dunkles Kapitel. Gehörlosenvereine wurden aufgelöst. Gehörlose wurden systematisch durch den RBS (Reichsbund der Deutschen Schwerhörigen) und REGEDE (Reichsverband der Gehörlosen Deutschlands) sterilisiert oder ermordet, um die Gesellschaft von Gehörlosigkeit zu „heilen“. Dies hörte erst mit dem Ende des Zweiten Weltkriegs auf. Diese Taten wurden erst in den 1970er/1980er Jahren durch Horst Biesolds Buch Crying Hands aufgedeckt. Die Gehörlosenlehrer wurden seit dem Zweiten Weltkrieg dort als Sonderpädagogen bezeichnet.
Mit Beginn der 1950er Jahre kam es zu einem großen technischen Fortschritt, der die Kommunikation von Gehörlosen erleichterte. Der Deutsche Gehörlosenbund gründete sich im Januar 1950. Gleichzeitig wurde 1951 der Weltverband der Gehörlosen gegründet und der World Congress of the Deaf-Mutes fand statt.
Der Pädagoge und Linguist Bernard Tervoort in den Niederlanden hatte schon 1953 den Wert der Gebärdensprache für die Kommunikation zwischen den tauben Menschen betont, bevor William Stokoe, ein hörender Linguist am Gallaudet College, 1960 die Strukturen der amerikanischen Gebärdensprache mit den Mitteln der modernen Linguistik untersuchte und überzeugend bewies, dass Gebärdensprache der Lautsprache in nichts nachsteht. Dies wird als Beginn der modernen Gebärdensprachforschung gesehen. Wyatt C. Hall bezeichnete später den Entzug von Gebärdensprache als sprachliche Deprivation, der sonst zu Entwicklungsproblemen bei gehörlosen Kindern führen kann.
Der erste gehörlose afroamerikanische Absolvent der Gallaudet-Universität Andrew Jackson Foster wurde 1956 auf Mission nach Afrika geschickt, um dort ASL zu verbreiten. Dies geschah vor allem in Ghana und Nigeria. Davor gab es nur die Adamorobe Sign Language zur Kommunikation. Allgemein ist (noch) wenig über die Geschichte der Gebärdensprache in Asien oder Afrika bekannt.
1960 erfand William Stokoe auch die erste Gebärdenschrift aus dem 20. Jahrhundert – die Stokoe Notation. Er ging dafür zunächst von den drei Parametern Handform, Ausführungsort und Bewegung aus. Die Handstellung vernachlässigte er. Für die Parameter Ausführungsort und Bewegung verwendete er ikonische Symbole aus der Linguistik. Die 19 Handformen sowie 12 Ausführungsstellen am Körper stellte er mit lateinischen Buchstaben oder Zahlen dar. Er verwendete die Zeichen gemäß dem Internationalen Phonetischen Alphabet. Diese Notationsform hat sich aber nicht durchgesetzt, da nicht alle Handformen der Gebärdensprache gleich sind.
Bereits 1958 veröffentlichten Noa Eshkol und Abraham Wachmann in Israel das „Eshkol-Wachmann Movement System“. Es war ein Notationssystem zur Erfassung von Bewegungen.
Die Erforschung der Gebärdensprache durch Linguisten wie Edward S. Klima, Howard Poizner und Ursula Bellugi hauptsächlich in den 80er Jahren war für das Verständnis von Struktur und Aufbau der Gebärdensprachen nötig.
In Deutschland öffneten 1960 erstmals Realschulen in München, Hamburg und Dortmund ihre Tore für gehörlose Kinder. In Essen ermöglichte dann 1980 eine Kollegschule den Besuch des Gymnasiums und den Erwerb des Abiturs.
Die bekannteste Gebärdenschrift stammt von der Balletttänzerin Valerie Sutton – das (Sutton) SignWriting oder auch die GebärdenSchrift. Sie wurde zuerst anhand von Zeichnungen entwickelt und später dann in Software übertragen. Ausgangspunkt war ein 1966 eigens entwickeltes System zum Notieren von Tänzen. 1973 veröffentlichte sie mit den Erfahrungen aus ihrer Tätigkeit beim Königlich Dänischen Ballett in Kopenhagen eine Ausarbeitung eines Notationssystems für Tänze – dem (Sutton) MovementWriting. Danach entwickelte sie 1974 durch den Kontakt mit Rolf Kuschel und Lars von der Lieth aus ihrer Tanznotation das „Detailed Sign Writing“ als Notationsschrift für die dänische Gebärdensprache. Diese Notationsschrift versucht alle Gebärdensprachelemente zu erfassen. Es wurden neben diversen Zeichen für Handformen, Bewegungen der Arme sowie Schulter und Kopf auch Symbole zur Darstellung der Mimik mit verschiedenen Emotionen entwickelt. Daraus entstand dann zunächst ein „Sign Writing Shorthand“ zum schnellen Mitschreiben von Gebärden und das „Sign Writing Printing“ zum Druck von Literatur in Gebärdensprache. „Sign Writing Shorthand“ wurde später zu „Sign Writing Handwriting“ weiterentwickelt. In den späten 1970er Jahren entwickelte sie dann „(Sutton) SignWriting“.
Das Fingeralphabet wurde 1975 zurück in den regulären Unterricht geholt. Die russische und amerikanische Methode befürworteten dies.
Etwa seit 1975 wurde die Deutsche Gebärdensprache (DGS) systematisch von dem Linguisten Siegmund Prillwitz an der „Forschungsstelle für die Deutsche Gebärdensprache“ an der Universität Hamburg erforscht. Der gehörlose Lektor Alexander von Meyenn, der gehörlose DGS-Dozent Heiko Zienert, der gehörlose Sozialpädagoge Wolfgang Schmidt, die gehörlose Gertrud Mally, die Gebärdensprachdolmetscherin sowie CODA (und spätere Professorin) Regina Leven und der schwerhörig gewordene Pädagoge sowie „Taubenschlag“-Gründer Bernd Rehling (> erstellte Webseiten-Auftritt mit ironischer Namens-Anspielung „Taube....“) unterstützen ihn dabei. Besonders Gertrud Mally machte sich für Dialekte in der DGS, insbesondere den bayrischen Dialekt, stark. Diese ersten Ergebnisse einer modernen Gebärdensprachforschung für die DGS zwei Jahrzehnte nach den USA sind wohl auf die fehlende Akzeptanz und ihren Gebrauch sowie der Darstellung in der Gesellschaft. Es musste erst ein vollwertiger Sprachcharakter bewiesen werden.
Georg Rammel untersuchte in den 70er Jahren die Gebärdensprache im Vergleich mit der Lautsprache.
Desgleichen wird die Gebärdensprache auch an Universitäten in anderen europäischen Ländern erforscht, vor allem in Schweden und Großbritannien.
1975 gab es die ersten Gebärdenkurse. Dort wurde dann aber mehr LBG statt DGS vermittelt.
Seit 1977 erschienen in Deutschland die sog. „Blauen Bücher“ Die Gebärden der Gehörlosen von den Gehörlosen-Pädagogen Hellmuth Starcke, Günter Maisch und Fritz-Helmut Wisch.
Die erste Gehörlosentheatergruppe gründete sich 1979 mit dem Namen „Throw Show“. „Throw“ steht dabei für Theater ohne Worte. Dort wird erstmals in DGS gebärdet und nicht wie bislang, gesprochene Worte mit LBG, benutzt.
In den 1980er Jahren entstanden zahlreiche bebilderte LBG-Sammlungen u. a. von Karl Reschke, Ludwig Maier, Helmut Rosenberg, die die Gebärden der Gebärdensprache als Grundlage hatten.
1981 bezeichnet Rehling die Gebärdensprache in Deutschland erstmals als Deutsche Gebärdensprache in Anlehnung an die American Sign Language von William Stokoe.
Der DGB veröffentlichte 1982 das „Münchner Papier“ mit der Aufforderung mehr DGS oder LBG in der Gehörlosenpädagogik zu verwenden.
Gebärdensprachen wurden früher erforscht, um mit Gehörlosen umgehen zu können. In der Gegenwart werden Gebärdensprachen linguistisch u. a. zu Struktur und Phonologie untersucht. 1985 konnte Prillwitz dadurch dann durch Vorarbeit von Stokoe die 4 Parameter Handform, Handstellung, Ausführungsstelle und Bewegung definieren. Dadurch konnten im selben Jahr auf dem ersten Kongress zur Gebärdensprache in Deutschland auch die „Skizzen zur Grammatik der DGS“ mithilfe von Wolfgang Schmidt, Alexander von Meyenn und Heiko Zienert veröffentlicht werden. Damit bestand die Aufforderung an die Lehrkräfte die DGS für die geistige, emotionale und soziale Entwicklung der gehörlosen Kinder zu verwenden. Dazu verfasste Penny Boyes Braem 1990 eine Einführung in die Gebärdensprache und ihre Erforschung.
Mit Hilfe der linguistischen Anerkennung der DGS erfolgte am 18. April 1986 die Ausstrahlung der ersten gebärdeten Sendung Sehen statt Hören mit Jürgen Stachlewitz und Ulrich Hase. 3 Jahre später wurde dann eine Sendung in Form einer Diskussionsrunde zu den Themen einer eigenständigen gehörlosen Sprachgemeinschaft und der pädagogischen/gesellschaftlichen Anerkennung ausgestrahlt.
Am 11. Mai 1987 entstand unter der Leitung von Prillwitz das Zentrum für Deutsche Gebärdensprache und Kommunikation Gehörloser. 1992 und 1993 entstehen dann auch die beiden Studiengänge Gebärdensprachen und Gebärdensprachdolmetschen. Nach dem Umzug von der Rothenbaumchaussee in die Bindestraße wird das Zentrum 1997 in Institut für Deutsche Gebärdensprache und Kommunikation Gehörloser umbenannt. Derzeit befindet sich das Institut im Gorch-Fock-Wall.
1983 bzw. 1990 veröffentlichte Paul Jouison das „D’Sign“ als Notationssystem für die französische Gebärdensprache. David Rose zog 1997 mit „AusWrite“ (Auslan Writing System) für die australische Gebärdensprache nach.
Etwa seit 1985 wuchs in Deutschland in den Kreisen der tauben Menschen ein stolzes Selbstbewusstsein durch die Erkenntnisse über die Vollwertigkeit ihrer Gebärdensprache.
1984 bzw. 1987 wurde das sehr bekannte HamNoSys (Hamburger Notationssystem) von der Universität Hamburg als Notationssystem zur generellen Notation von Gebärdensprachen veröffentlicht. Grundlage für die Erstellung eines solchen Systems waren die bis dahin präsentierten linguistischen Erkenntnisse zu den Strukturen von Gebärdensprachen. Es umfasst inzwischen 650 Symbole. Trotz der Fülle an Symbolen ist das HamNoSys leicht verständlich. Die Grundversion liegt inzwischen in ihrer 3. Weiterentwicklung vor.
Rolf Schulmeister entwickelte HamNoSys im Rahmen des Projektes „Hamburg ANimated Dictionary for Signs (H.A.N.D.S.)“ 1987 weiter. Ziel dieses Projektes war die Umwandlung der in HamNoSys gesammelten Infos zu Gebärden und ihrer Bedeutung in bewegte Gebärden. Ausgehend von HamNoSys mithilfe von H.A.N.D.S. können damit theoretisch alle Gebärdensprachen digital erforscht werden.
1987 entwickelte Don Newkirk das Notationssystem „SignFont“ für die amerikanische Gebärdensprache.
Die Glossentranskription für die Deutsche Gebärdensprache wird 1988 von Siegmund Prillwitz & Hubert Wudtke konzipiert.
1988 wurde auch im Europäischen Parlament der Europäischen Gemeinschaft die Maßgabe der Anerkennung der jeweiligen Gebärdensprachen der Mitgliedsstaaten als vollwertige Sprache beschlossen.
Mit dem Mauerfall 1989 konnte dann auch wieder ein Austausch von Gehörlosen aus Ost und West stattfinden.
Seit Anfang der 1990er Jahre besteht an der RWTH Aachen das Projekt SignGes zur Erforschung von Gesten und Gebärdensprachen allgemein. Das vielfältige Forscherteam versucht mit seiner Forschung zukünftig alle gehörlosen Menschen noch besser in ihren Kommunikationsmöglichkeiten unterstützen zu können. In dem Projekt Sign Lab Göttingen wird dagegen psycho-neurologisch an den grammatischen Strukturen und der Verwendung geforscht.
1990 sieht Chrissostomos Papaspyrou die Grundlagen zur Entwicklung eines Schriftsystems für die Darstellung von Gebärdensprachen in der Mathematik. Da Gebärdensprachen Objektsprachen sind, ist es nötig diese Räumlichkeit bzw. Dreidimensionalität des Gebärdenraums zu berechnen bzw. definieren. Der dreidimensionale Raum wird in Mathe bekanntermaßen in X-Achse, Y-Achse und Z-Achse dargestellt. Ausgehend von einem Punkt P wird die Handbewegung einer Gebärde mithilfe von vektoriellen Zeitfunktionen dargestellt. Auf Nebenräume im Gebärdenraum wird von ihm nicht eingegangen. Um die Handformen im Gebärdenraum wiederzugeben, bedient er sich zusätzlich der Handkonfigurationsfunktion h. Aus diesen Bestandteilen lässt sich dann eine Formel zur Darstellung von Gebärden bilden. Er legt des Weiteren auch eine Menge von 34 Handformen fest. Ähnlich wie Stokoe, ordnet er jeder Handform einen Einzelbuchstaben oder eine Kombination aus lateinischen Buchstaben zu und verortet diese im Gebärdenraum. Neben lateinischen Buchstaben verwendet er zusätzlich noch Diakritika und Interpunktionszeichen. Seine Schrift wird Papaspyrou Notation genannt.
Bereits seit den 1990er Jahren erfolgt auch eine Erfassung mit Datenhandschuhen und Motion Capture Technologien um die automatische Erkennung von Gebärdensprachen anhand videobasierter Systeme weiterzuentwickeln (SignStream).
Henri Wittmann hat 1991 auf Basis der 1979 von Anderson und Peterson durchgeführten Forschungen eine Klassifikation der französischen Gebärdensprachen aufgestellt.
1993 wurde die „Interessengemeinschaft zur Förderung der Kultur Gehörloser“ (IF KG) gegründet. Heute heißt diese Interessengemeinschaft „Bundesvereinigung für Kultur und Geschichte Gehörloser e. V.“ (BV KuGG).
Die „Kulturtage der Gehörlosen“ des DGB fanden 1993 zum ersten Mal statt. Dort wurden Fachvorträge, Ausstellungen und künstlerische Beiträge zu Gebärdensprache und Gehörlosenkultur vorgestellt.
Das Computerterminologie-Lexikon war 1994 das erste abgeschlossene Fachgebärdenlexikon für die DGS. Dort erfolgte erstmals eine Einteilung der DGS in die Glossen-Kategorien Produktive Gebärden, Konventionelle Gebärden und Sonstige Gebärden (z. B. Namen und das Fingeralphabet).
Der „syncWriter“ wurde 1995 bzw. 1990 auf Basis des HamNoSys als Softwareprogramm zum Vergleich von Gebärdensprachen mit Lautsprachen von der Universität Hamburg vorgestellt. Daraus wurde 2001 der „GlossLexer“ entwickelt. 2002 erfolgte dann die nächste Weiterentwicklung zum „iLex“ (integrated Lexikon).
Ab 1995 erschien das Klagenfurter Fragebuch mit Gebärdenabbildungen und einer Wortliste mit in der Linguistik genutzten Glossen. Das Ziel war die Zusammenstellung eines Grundvokabulars für die österreichische Gebärdensprache.
Das DEGETH (Deutsche Gehörlosen-Theaterfestival) findet 1997 zum ersten Mal in München statt.
1998 erschien an der Universität Hamburg die erste Grundgebärdensammlung der DGS als „Vokabelheft“.
1999 baute der Pädagoge Stefan Wöhrmann Kontakt zu Valerie Sutton auf. Im Laufe der Jahre entwickelte er so eine Deutsche Gebärdenschrift mit einer zusätzlichen Mundbildschrift als Unterrichtsergänzung für gehörlose Kinder.

### 21. Jahrhundert
Seit den 2000er Jahren sind von den Gehörlosenverbänden zahlreiche Bücher und Lernsoftware mit Gebärdenfotos und Glossen entstanden.
2007 bewarb sich der gehörlose Linguist Christian Rathmann um die Stelle der Institutsleitung in Hamburg. Durch seine Annahme im April 2008 wurde er Deutschlands erster tauber Professor. Inzwischen ist er Professor an der Humboldt-Universität Berlin. Er vertritt u. a. die Auffassung, dass Gehörlose Gebärdensprachdolmetschen studieren sollen, um ihre eigenen Kompetenzen und die der Gehörlosencommunity auszubauen. Dadurch können die fertigen Gebärdensprachdolmetscher als gehörlose Relaisdolmetscher tätig werden.
2009 wurde an der Universität Hamburg das DGS-Korpus gestartet mit dem Ziel ein Gebärdensprachlexikon für die DGS zu erstellen. Das Projekt dauert gegenwärtig noch an.
Der Vorstand des 21. Internationalen Kongresses für Gehörlosenbildung in Vancouver/Kanada entschuldigte sich 2010 für die Auswirkungen des Mailänder Kongresses 1880.
Der erste länderübergreifende Bildungskongress zur bimodal-bilingualen Bildung durch Gebärdensprache von Deutschland, Österreich und der Schweiz fand ebenfalls 2010 in Saarbrücken statt.
2011 wurde vom SGB-FSS das Gebärdensprachlexikon für die Schweizer Gebärdensprachen (DSGS, LSF-SR, LIS-SI) online gestellt, 2021 wurde durch die Interkantonale Hochschule für Heilpädagogik das Handbuch über die Grammatik der DSGS online gestellt.
Heute gibt es in Europa die Forschungszentren für Gebärdensprachen am Institut für Deutsche Gebärdensprache Hamburg, Humboldt-Universität Berlin, Instituut voor Algemene Taalwetenschap Amsterdam, Departement of Sign Language des Institut of Linguistics Stockholm, Universitè Renè Descartes Paris, International Sign Linguistics Association der Deaf Studies Research Unit des Departements of Sociology & Social Policy Durham, European Sign Language Centre Bristol, Instituto di Psicologica Rom und das Forschungszentrum für Gebärdensprachen Basel. Weltweit sind noch die Forschungszentren an der Hebrew University Jerusalem, Gallaudet College Washington D.C. und Salk-Institut of Biological Studies Kalifornien.